# W.-A.-C.-Bennett-Staudamm
Der W.-A.-C.-Bennett-Staudamm bei Hudson’s Hope in der kanadischen Provinz British Columbia ist eine der größten Talsperren der Erde. Sie liegt nach der Größe des Speicherraums auf Platz 9.

## Nutzung
Die Talsperre der kanadischen Gesellschaft BC Hydro dient unter anderem der Stromerzeugung aus Wasserkraft. Die zehn Turbinen leisten je 273 MW, zusammen 2730 MW.

## Staudamm
Der Staudamm ist ein Zonen-Erddamm, 2040 m lang und 183 m hoch. Er sperrt den Canyon des Peace River im nördlichen British Columbia ab. Die Hochwasserentlastung befindet sich am rechten Hang und ist 850 Meter lang und 30 Meter breit. Am linken Hang ist der Einlauf für das Wasserkraftwerk und das unterirdische Krafthaus. Es heißt „Gordon M. Shrum Generating Station“.
Der Staudamm ist nach W. A. C. Bennett benannt, einem früheren Premierminister der Provinz British Columbia. Der entstandene Stausee heißt Williston Lake.